# Архангельская церковь (Шурдешти)
Архангельская церковь в Шурдешти (Церковь Архангелов Михаила и Гавриила в Шурдешти; рум. Biserica de lemn din Șurdești) — грекокатолическая церковь в деревне Шурдешти жудеца Марамуреш Румынии.
Считается одним из самых высоких деревянных храмов в мире. Один из восьми культовых сооружений уникального комплекса деревянных церквей исторической области Марамуреш.

## История

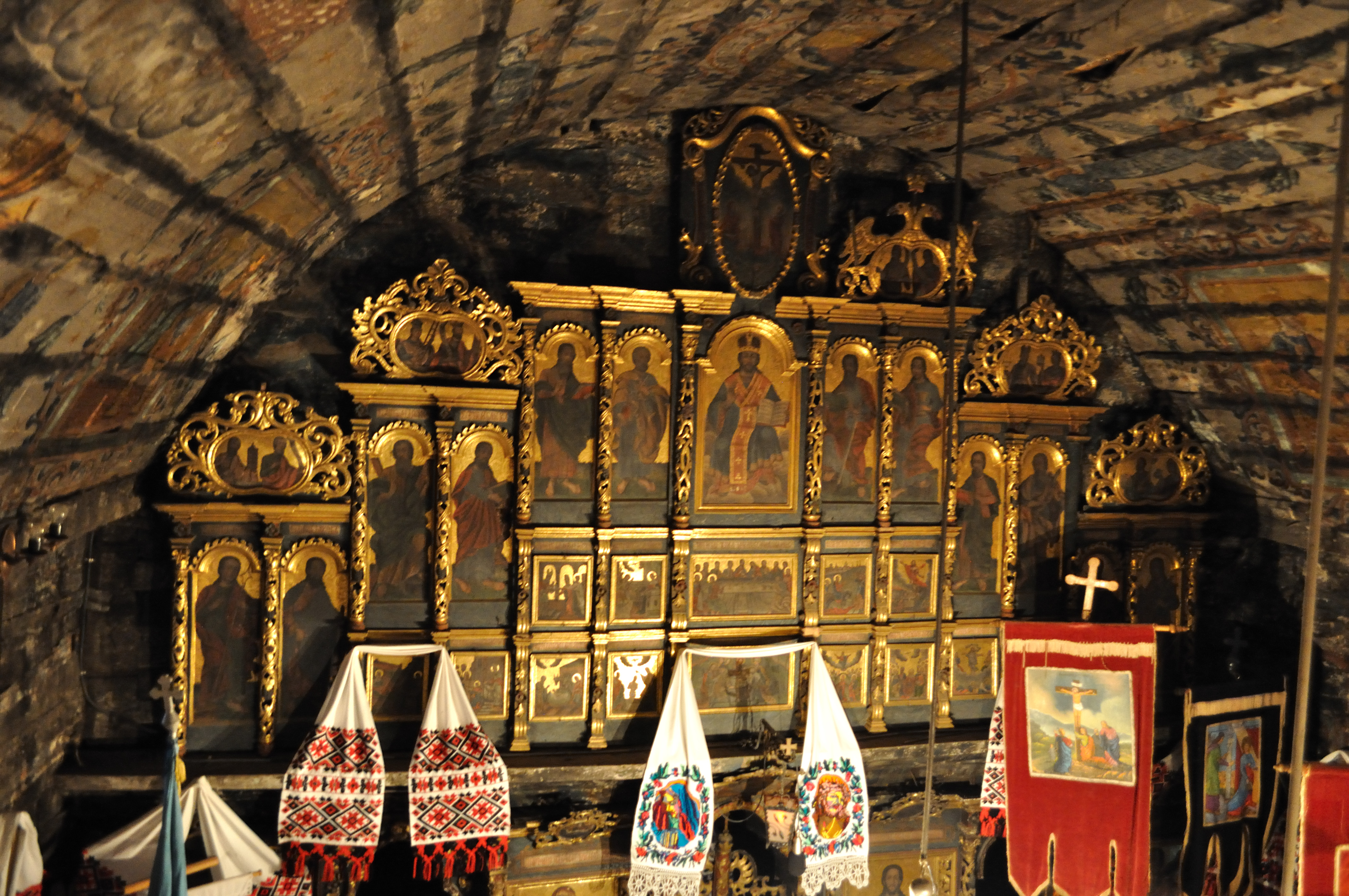
Верхняя часть иконостаса

Храм был воздвигнут в 1721 году в честь свв. Архангелов Михаила и Гавриила. Роспись алтаря датируется 1783 годом.
Своеобразная архитектура является характерной для северных районов Румынии.
В 1999 году была внесена в список Всемирного наследия ЮНЕСКО как часть комплекса деревянных церквей Марамуреша. В 2009 году внесена также в реестр исторических памятников Министерства культуры и национального наследия Румынии (код LMI — MM-II-m-A-04769.01).